# Torrent del Gorgàs
El torrent del Gorgàs és un torrent d'Osona, que neix al vessant sud del Puig del Bac i desemboca a la riera de Balà.